# نوفل شمعون
نوفل شمعون (مواليد 28 تشرين الثاني/نوفمبر 1968 في البصرة، العراق) مغني آشوري.

## النشأة
ولد نوفل في البصرة جنوب العراق في 28 تشرين الثاني/نوفمبر 1968. بعد بضعة أشهر فقط توفي والده المعلم خوشابا في حادث مرور بين بغداد والبصرة. بعد ذلك انتقلت عائلته (الأم وثلاث شقيقات وشقيقين) إلى الموصل.
عندما كان طفلا عمره 6 سنوات قدم شقيقه الأكبر ناجي له هدية عيد ميلاد عبارة عن ميلوديكا صغير وهي أداة ضرب موسيقية مع حوالي 15 مفاتيح مع صوت أكورديون. منذ ذلك الحين بدأ العزف وتعلم الموسيقى بسرعة. كان يفضل موسيقى وأغاني المطربة اللبنانية فيروز. بدأ العزف في الكنائس المحلية في الموصل. بدأ أيضا العزف في فرق موسيقية في عام 1984. انضم إلى فرقته الموسيقية الأولى المسمى فرقة نيس الموسيقية. كان أعضاء الفرقة هم زايا وديفيد وعدنان على الغيتار وجورج على الطبول ونوفل على لوحة المفاتيح.
عزف نوفل منذ ذلك الحين مع فنانين وموسيقيين كثر وقد كان أبرزهم كاظم الساهر في عام 1989 في فندق نينوى أوبيروي في الموصل مع فرقته الأخرى المسمى فرقة نينوى التي كانت تتكون من سيف ونبيل على الإيتار وإياد على الطبول. كان نوفل العضو الرئيسي في العديد من الفرق الموسيقية بدءا من فرقة لطيفة والعديد من الفرق الأخرى مثل فرقة الحياة مع حازم على الجيتار ووليد على الطبول وفرقة العشاق مع أوديشو وزايا على الإيتار وموريس على الطبول المسمى أيضا بفرقة نينوى وأخيرا فرقة عشتار مع موريس على الطبول ونينوس على الجيتار وبشار على القرع. عزفت فرقة عشتار في قاعة سلام الزوبعي وهو صديق مقرب لنوفل ونبيل زايا في الموصل.
انتقل نوفل إلى العاصمة الأردنية عمان. بدأ العزف مع صديقه الحميم القديم سيف على الإيتار في فندق الخمس نجوم تورينو حيث وقع على عقد يمتد لسنة واحدة. انتقل نوفل إلى ألمانيا في عام 1996 حيث استقر في فيسبادن لبناء وتحسين مسيرته الموسيقية المهنية. أصبح نوفل الآن يحظى باحترام موسيقي كمغني وملحن في ألمانيا والدول المحيطة بها حيث أنه يؤدي في حفلات الزفاف للمجتمع الراقي التي تقام في الأماكن الصغيرة والمتوسطة والكبيرة في جميع أنحاء أوروبا.
انتقل نوفل إلى مدينة غوتنبرغ بالسويد في سنة 2008 بعد أن تزوج وكان لا يزال يعزف في حفلات الأعراس في جميع أنحاء أوروبا.

## المسيرة الغنائية
في عام 2000 أصدر نوفل ألبوم يحتوي على العديد من الأغاني الآشورية التي يؤديها بطريقته وأسلوبه مع صديقه المقرب بشار. في عام 2004 أنتج نوفل ألبوم جديد يتضمن 12 أغنية من مختلف الأنواع ومع موسيقيين وكتاب أغاني متنوعين مثل المغني الشهير آشور بيت سركيس ككاتب أغنية ويوسيب ميناشي ككاتب أغنية من سيدني ودويتو مع ليندا جورج ودويتو مع دانيال أفرام وأيضا المنتجين الموسيقيين الآخرين مثل هلال من هولندا وترافيليان من كندا وعمار صالح وشربل خايو وسينول أفشي من ألمانيا وغيرهم الكثير التي تغطي مجموعة كاملة من الموسيقى الآشورية والدولية.

## أحدث مشروع
يعمل نوفل حاليا تجهيز ألبوم أغاني ومن المتوقع إصداره في أواخر عام 2014.

## الحقائق الشخصية والمهنية
- يعزف نوفل على البيانو ولوحة المفاتيح وغيرها من الآلات الموسيقية.
- الإخوة والأخوات: نوفل لديه ثلاث شقيقات وشقيقين.
- كانت أول هدية لنوفل الميلوديكا التي أعطيت له من قبل أخيه الأكبر ناجي.
- كان اسم فرقته الموسيقية الأولى نيس.
- يستطيع نوفل الغناء باللغات الآرامية والعربية واليونانية والفارسية والتركية.
- مكان الولادة: البصرة، العراق.
- مكان الإقامة المعتاد: غوتنبرغ، السويد.
- مجموع الألبومات: 3.

## الإنتاج
ألبومات نوفل الغنائية:
- مباشر (2000).
- أغاني من بابل (2003).
- الفتاة الآشورية (2006).
- موسيقى بوتاميا (2014).